# Маллія
35°17′36″ пн. ш. 25°29′33″ сх. д. / 35.29320° пн. ш. 25.49244° сх. д.
Маллія, або Малія (грец. Μάλια) — сучасна назва давньогрецького міста мінойської держави на острові Крит із палацом, який за величиною та археологічною значимістю стоїть в одному ряду із Кноським та Фестським палацами. Крім палацу, тут розкопано досить багато приватних осель і поховань у Хрісолакісі. Міські руїни знаходяться за 2 км на схід від туристичного центру Маллії. Справжня прадавня назва міста невідома.
Розкопки тривають тут з 1921 року. Поблизу сучасного поселення Агіа-Варвара із невеликою бухтою мінойці облаштували порт, тут знайдені їх остраки та поховання, віднесене до 3-2 тисячоліть до н. е.

## Малійський палац
Перший палац був побудований близько 1900 року до н. е. і зруйнований близько 1700 року до н. е., після чого був побудований новий палац, який піддався руйнуванню близько 1450 року до н. е. внаслідок виверження вулкана на острові Санторіні.
Маллійський палац був двоповерховим, вхід здійснювався із західного брукованого плитами двору. Це був комплекс споруд із центральним двором, лоджією, святилищами, коморами, царськими палатами, майстернями та коморами. Навколо палацу знаходилися квартали, що власне і складали мінойське місто. Один з будинків реконструйований, і в наш час[коли?] тут містяться різні археологічні знахідки. Найбільш значною знахідкою тут є відома золота прикраса із двома осами.

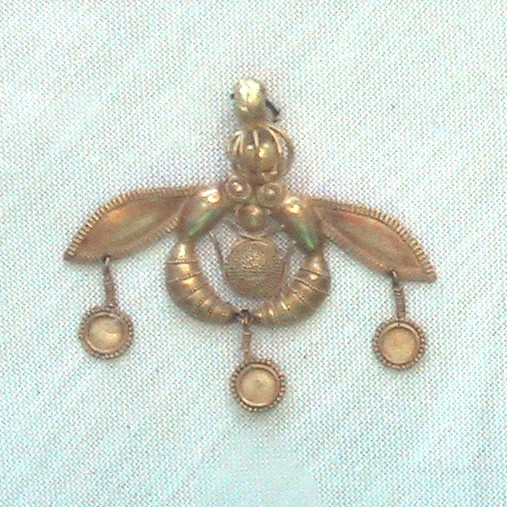
Золота малійська прикраса із двома богинями-бджолами, Археологічний музей Іракліону
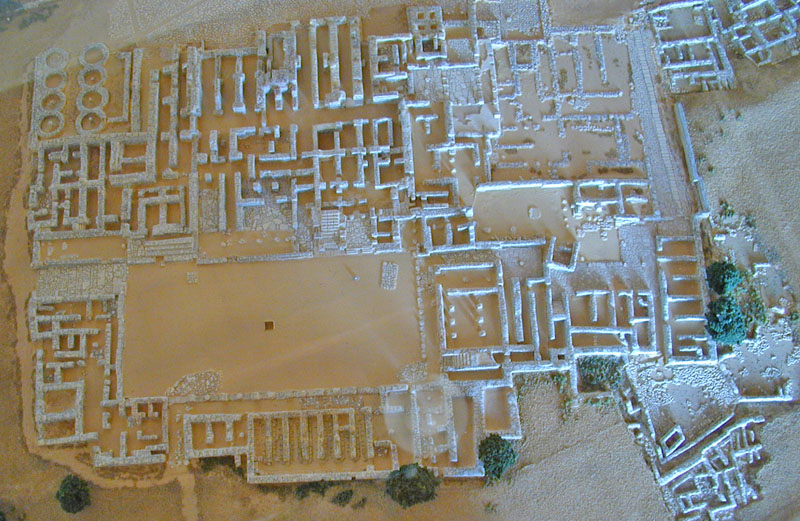
Лабіринт Малійського палацу